# Plinovod Litva–Latvija
Plinovod Litva–Latvija (litovsko Lietuvos-Latvijos dujotiekis, latvijsko Lietuvas–Latvijas gāzes vada starpsavienojums) je plinovod, ki povezuje Litvo in Latvijo. Plinovod teče v smeri sever–jug.

## Zgodovina
Plinovod od litovske meje do Iecave s premerom 500 mm je bila zgrajena leta 1962. Je najstarejši plinovod v Latviji. Leta 2013 je bila zaključena prenova in nadgradnja sistema. Nova pretočna zmogljivost znaša 6,48 milijona kubičnih metrov na dan iz Litve v Latvijo in 6,24 milijona kubičnih metrov na dan iz Latvije v Litvo. Plinovod je povezan z plinovodom Estonija–Latvija.

### Nadgradnja sistema
ELLI (angleško Enhancement of Latvija-Lithuania interconnection) je bil vključen na tretji PCI seznam v okviru prioritetnega energetskega koridorja Baltic Energy Market Interconnection Plan Gas, ki ga je Evropska komisija sprejela 24. novembra 2017. Po dokončanju projekta se bodo zmogljivosti transporta zemeljskega plina med državama približno podvojile.
Širitev naj bi začela obratovati v letih 2022–2023, kar bi kapaciteto plinovoda povečalo na 4,58 milijarde m3/leto. 

### Eksplozija
13. januarja 2023 je na cevovodu pri vasi Pasvalio Vienkiemiai v okrožni občini Pasvalys prišlo do eksplozije. Ogenj, ki se je razvnel, je segal do 50 m visoko. Kot del previdnostnih ukrepov so evakuirali celotno vas Valakėliai. Posledično je Litva ustavila tranzit zemeljskega plina v Latvijo.